# جياكومو دي جيورجي
جياكومو دي جيورجي (بالإسبانية: Giácomo Di Giorgi) هو لاعب كرة قدم فنزويلي في مركز الوسط، ولد في 24 فبراير 1981 في أكاريغوا ‏ في فنزويلا. شارك مع منتخب فنزويلا تحت 20 سنة لكرة القدم ومنتخب فنزويلا لكرة القدم. أما مع النوادي، فقد لعب مع ديبورتيفو تاشيرا ونادي كاراكاس.

## وصلات خارجية
- جياكومو دي جيورجي على موقع الاتحاد الدولي (مؤرشف)  (الإنجليزية)
- جياكومو دي جيورجي على موقع قاعدة بيانات كرة القدم.إي يو (الإنجليزية)
- جياكومو دي جيورجي على موقع ناشيونال فوتبول تيمز (الإنجليزية)
- جياكومو دي جيورجي على موقع Soccerway.com (الإنجليزية)
- جياكومو دي جيورجي على موقع عالم كرة القدم.نت (الإنجليزية)